# Trachysomus santarensis
Trachysomus santarensis är en skalbaggsart som beskrevs av Bates 1865. Trachysomus santarensis ingår i släktet Trachysomus och familjen långhorningar. Inga underarter finns listade i Catalogue of Life.